# Corinne Marchand
Corinne Marchand, pseudonimo di Denise Marie Renée Marchand (Parigi, 4 dicembre 1931), è un'attrice francese.

## Biografia
Cantante e giornalista, durante gli anni cinquanta esordisce al cinema in piccoli ruoli in Le avventure di Cadet Rousselle (1954) e Napoleone Bonaparte (1955). Partecipa poi a Lola - Donna di vita (1961), di Jacques Demy, e Agnès Varda le affida il ruolo principale di Cleo dalle 5 alle 7 (1962). Recita anche nello spaghetti western Arizona Colt (1966). Appare poi ne L'uomo venuto dalla pioggia (1969) e in Borsalino (1970).
Dagli anni settanta lavora soprattutto in televisione, e le sue apparizioni cinematografiche si diradano. Apparirà in Il sostituto (1979), Una storia dei nostri giorni (1985), Il profumo di Yvonne (1994), Les Palmes de M. Schutz (1997), Innocence (2004) e La Mélodie - Suona sogna vola (2017). Ha anche pubblicato diversi dischi nel corso degli anni sessanta. Nel 1972 vince il Prix Suzanne Bianchetti.

## Filmografia

### Cinema
- Napoleone Bonaparte (Napoléon), regia di Sacha Guitry (1955)
- Donnez-moi ma chance, regia di Léonide Moguy (1957)
- Gigi, regia di Vincente Minnelli (1958)
- Lola - Donna di vita (Lola), regia di Jacques Demy (1961)
- Cleo dalle 5 alle 7 (Cléo de 5 à 7), regia di Agnès Varda (1962)
- I sette peccati capitali (Les Sept Péchés capitaux), di registi vari (1962)
- Nunca pasa nada, regia di Juan Antonio Bardem (1963)
- L'amante italiana (Les Sultans), regia di Jean Delannoy (1966)
- Arizona Colt, regia di Michele Lupo (1966)
- La prigioniera (La prisonnière), regia di Henri-Georges Clouzot (1968)
- Borsalino, regia di Jacques Deray (1970)
- L'uomo venuto dalla pioggia (Le Passager de la pluie), regia di René Clément (1970)
- La cagna (Liza), regia di Marco Ferreri (1972)
- In viaggio con la zia (Travels with My Aunt), regia di George Cukor (1972)
- Il sostituto (Coup de tête), regia di Jean-Jacques Annaud (1979)
- Una storia dei nostri giorni (Attention bandits!), regia di Claude Lelouch (1986)
- Il profumo di Yvonne (Le Parfum d'Yvonne), regia di Patrice Leconte (1994)
- Les Palmes de M. Schutz, regia di Claude Pinoteau (1997)
- Innocence, regia di Lucile Hadžihalilović (2004)
- La Mélodie - Suona sogna vola (La Mélodie), regia di Rachid Hami (2017)

### Televisione
- Le evasioni celebri (Les Évasions célèbres) - serie TV (1972)
- Commissario Navarro (Navarro) - serie TV (1997)

## Doppiatrici italiane
- Maria Pia Di Meo in Cleo dalle 5 alle 7, L'amante italiana
- Rita Savagnone in Arizona Colt